# Abisko (plaats)

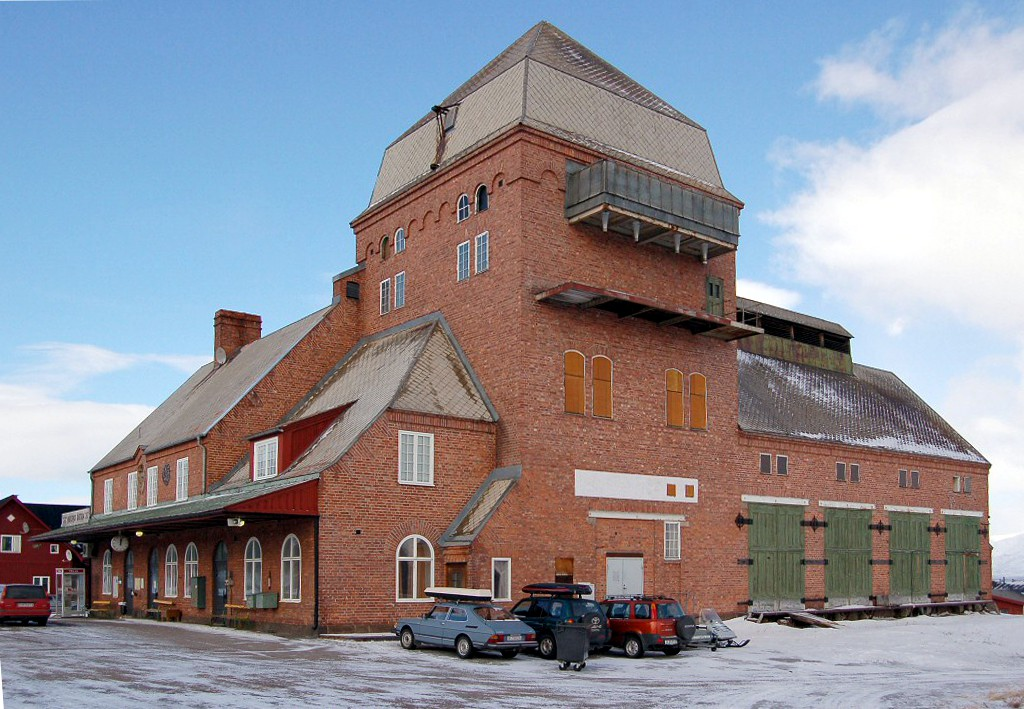
Het treinstation Abisko Östra

Abisko (Samisch: Ábeskovvu) is een dorp in de gemeente Kiruna, Zweden. Het is een toeristisch centrum dat bij het gelijknamige nationaal park behoort. Het is een oud Samisch dorp. Het is gelegen aan de Ertsspoorlijn tussen Narvik en Luleå. Tevens is het gelegen aan de Europese weg 10.
Het stationnetje heeft als toenaam Östra ("Oost") omdat het natuurpark 2,5  km ten westen van het dorp een eigen station heeft.
Bestuurscentrum: Kiruna (Tätort)
Tätort: Jukkasjärvi · Karesuando · Kuttainen · Övre Soppero · Svappavaara · Vittangi
Småort: Abisko · Idivuoma · Kauppinen · Kurravaara · Lannavaara · Laxforsen · Masugnsbyn · Mertajärvi · Närvä · Paksuniemi · Piksinranta · Saivomuotka
Overig: Alalahti · Alttajärvi · Årosjåkk · Björkliden · Holmajärvi · Jänkänalusta · Kaalasjärvi · Kalixfors · Kattuvuoma · Käyrävuopio · Krokvik · Kuoksu · Lainio · Laukkusluspa · Luongaslompolo · Maunu · Merasjärvi · Nedre Soppero · Nurmasuanto · Paittasjärvi · Parakka · Piilijärvi · Pirttivuopio · Poikkijärvi · Puoltsa · Rautas · Rensjön · Salmi · Silkkimuotka · Stenbacken · Suijajärvi · Torneträsk · Tuolluvaara · Vassijaure · Viikusjärvi · Vittangi · Vivungi